# Seconde lettre à un duc et pair
Seconde lettre à un duc et pair (titre complet : Seconde Lettre à un Duc et Pair de France pour servir de réponse à plusieurs écrits qui ont été publiés contre sa première Lettre) est un pamphlet, écrit par Antoine Arnauld, et publié le 10 juillet 1655.
Cette lettre est envoyée au duc de Luynes, protecteur de Port-Royal. Arnauld y défend sa Lettre à une personne de condition, qui a fait l'objet de nombreuses attaques de la part des jésuites les mois précédents, tout en développant ses positions. Le texte, de volume important (250 pages in quarto), se divise en deux parties : Arnauld réfute dans la première l'accusation d'hérésie lancée contre Port-Royal, puis fait dans la seconde l'apologie de la conception janséniste de la grâce, qui ne serait rien d'autre que celle de saint Augustin.
La Seconde lettre à un duc et pair a un grand retentissement en France. Toutefois, bien que son auteur la soumette en août au jugement du Pape, elle est également exposée à de nombreuses attaques, à nouveau principalement issues des jésuites. Après un jugement controversé, Arnauld est condamné par la Sorbonne en 1656, et en est en conséquence expulsé ; on lui a reproché deux passages de sa lettre, l'un où il affirme que les cinq propositions condamnées par le pape ne se trouvent pas dans l'Augustinus, l'autre où il prétend que la grâce a manqué à saint Pierre lors de sa chute. Les Provinciales ont d'abord été écrites par Blaise Pascal pour le défendre en cette occasion.